# گری مک‌دونالد
گری مک‌دونالد (به انگلیسی: Garry McDonald) (زاده ۳۰ اکتبر ۱۹۴۸) بازیگر استرالیایی است.
از فیلم‌های معروف او می‌توان به بازی در فیلم مولن روژ! اشاره کرد.